# Cefalotină
Cefalotina este un antibiotic din clasa cefalosporinelor de primă generație. Este utilizată sub formă de sare de sodiu în prevenirea (operatorie) și în tratamentul unor infecții bacteriene. Prezintă un spectru de activitate similar cu cefazolina și cefalexina.